# Heather Nauert
Heather Nauert, née le 27 janvier 1970 à Rockford dans l'État américain de l'Illinois, est une journaliste et femme politique américaine. 
Après avoir travaillé dans le milieu de l'information télévisuelle en continu en étant consultante pour ABC News et présentatrice pour la chaîne d'information Fox News, elle est nommée porte-parole du département d'État des États-Unis le 24 avril 2017 puis sous-secrétaire d'État à la Diplomatie publique et aux Affaires publiques des États-Unis par intérim.
En décembre 2018, elle est choisie par le président Donald Trump pour devenir ambassadrice des États-Unis aux Nations unies mais elle annonce retirer sa candidature le 16 février 2019.
Depuis 2019, année où elle quitte ses fonctions de porte-parole du département d'État, elle est membre du J.William Fulbright Foreign Scholarship Board et de la Commission présidentielle sur les bourses de la Maison-Blanche.

## Biographie

### Famille
Peter Nauert, son père, était cadre dans le domaine des assurances. Elle a trois frères qui se nomment Justin, Jonathan et Joseph.

### Études
Heather Nauert a fréquenté la Keith Country Day School à Rockford, le Pine Manor College de Chestnut Hill, puis l'université d'État de l'Arizona. Après avoir décroché un stage en organisant un programme vidéo de musique country à Washington, elle y reste pour poursuivre ses études et obtient son baccalauréat ès arts en communication. 
Par la suite, elle reçoit sa maîtrise en journalisme de l'université Columbia. 

### Carrière

#### Dans le journalisme audiovisuel
En 1996, Nauert devient reporter pour le programme commercial syndiqué First Business.
Elle travaille ensuite pour Fox News de 1998 à 2005, d'abord comme contributrice pendant trois ans, puis comme correspondante pendant quatre ans. En tant que correspondante, elle participe régulièrement à l'émission The Big Story.
De 2005 à 2007, la journaliste occupe une multitude de postes dans plusieurs agences de presse, dont ABC News, où elle travaille en tant que correspondante d'affectation générale. Pendant cette période, elle est nommée aux Emmy Awards pour son travail sur la série spéciale 13 Around the World.
En 2007, elle revient à Fox News et anime avec John Gibson l'édition en semaine de The Big Story jusqu'à la suppression de l'émission en 2008.